# Henrieville
Henrieville est une ville américaine située dans le comté de Garfield, dans l'Utah. La ville se trouve le long de la route touristique Utah State Route 12. Sa population s’élevait à 230 habitants lors du recensement de 2010, estimée à 224 habitants en 2017.
Des conduites d'irrigation amènent l'eau des hauts plateaux voisins pour alimenter les cultures de la plaine normalement aride autour d'Henrieville.